# Ochetostoma azoricum
Ochetostoma azoricum is een lepelworm uit de familie Thalassematidae.
De wetenschappelijke naam van de soort werd in 1996 gepubliceerd door A.D. Rogers & R.D.M. Nash.